# Guilty Gear 2: Overture
Guilty Gear 2: Overture (ギルティギア2オーヴァチュア, Giruti Gia Tsū Ōvachua) é um jogo da série Guilty Gear feito pela Arc System Works para o Xbox 360. Diferente dos títulos prévios, esta versão faz uso de gráficos 3D. O demo do Xbox Live de Guilty Gear 2 descreve o jogo como sendo, "uma mistura entre ação e gênero de estratégia em tempo real."
Um demo apresentando três modos de jogabilidade foi lançado no Japão via Xbox Live em 30 de Outubro de 2007. Um lançamento norte-americano foi confirmado para o outono de 2008 pela Aksys Games.

## História
A história se passa cinco anos depois do primeiro jogo Guilty Gear. Sol Badguy ainda está solto, mas agora viaja com o jovem guerreiro Sin. Enquanto, Ky Kiske, que agora é rei de um país chamado Illuria, fica sabendo de dois desenvolvimentos chocantes: primeiro, os Gears que foram selados por muitos anos agora estão começando a desaparecer; e o segundo, seu reino está sob ataque de uma força misteriosa. Desesperado, ele manda um poster de "Procurado" com o rosto de Sol nele, pedindo que ele seja trazido para Illuria. Sol e Sin percebem que é uma forma de e Ky pedir por ajuda, e correm para o resgate, mas se encontram cercados por uma estranha boneca em forma de mulher armada com chaves inglesa gigantes.

## Jogabilidade
Guilty Gear 2: Overture usa uma jogabilidade baseada em ação similar ao da série Devil May Cry conservando movimentos especiais e animações que foram usadas no jogo de luta passado em 2D de Guilty Gear, combinado com elemento de ETR inspirado por Defense of the Ancients, Warcraft III: The Frozen Throne mod, para criar um novo gênero no qual o designer Daisuke Ishiwatari descreve como "Meirei Action"(derivado da palavra melee; do francês corpo a corpo). Além da modificação simples do gênero em comparação com os seus predecessores de luta de arcade, Overture apresenta um sistema de gerência de grupos bem como certos pontos em volta de cada um dos níveis que podem ser capturados para ser um ponto que desova de tropas. Várias tropas da demonstração incluem a infantaria leve, capaz de um ataque especial; infantaria pesada, capaz de lançamento e ataques de malabarismo; bem como as tropas mágicas que podem curar e executar uma posição que aumenta períodos. Este novo gênero de jogabilidade foi verificado por Daisuke Ishiwatari para ser "Ação de Corpo a Corpo".Isto é dito em uma entrevista com Ishiwatari na DIG INFO TV no movie.diginfo.tv. Para ganhar, os jogadores devem atacar diretamente um a outro ou cada um aos outros Master ghosts, uma base principal imóvel e indefensa ou criando um ponto de desova para cada jogador. Cada vez que um jogador é derrotado, eles redesovam pelo seu master ghost em troca de uma porção de life do master ghost. A vitória será recompensada através:  da derrota dos inimigos várias vezes fazendo assim que os masther ghosts não possam ressuscita-lo, ou ganhando pelas bases de quem tem mais life antes que o tempo pré-determinado chegue a zero. Você também pode ganhar capturando mais Ghost (os pontos de território no campo onde você atacou, enviam aos servants para capturar, ou o seu ghost para capturar) do que o seu oponente.

### Servants
Como era de se esperar, os Servants ajudam seu mestre o tanto que podem; eles estão dispostos a morrer por seu mestre em qualquer momento. Os servants obedecem seus mestres com o melhor de suas habilidades e vêm em diferentes classes. Os servants são automáticos às ordens de seus mestres e só rejeitam seus mestres quando estão em batalhas próprias.Os servants podem ser comprados usando o sistema de Mana do Master Ghost mas não usar nenhuma da energia do Master Ghost. Os servants podem ser usados de muitas maneiras: você pode até levar servants com você em slots de Maná e re-intimá-los sempre que você o deseje perto de ti. Os servants podem tomar a ofensiva e atacar servants inimigos que estão próximo. Eles também podem levar ghosts e atacar ou destruir um master ghost. Os servants são únicos ao estilo do seu master e têm habilidades de luta diferentes por classe (com a exceção de Ky e Sin, cujos servants são o mesmo). Contudo, há alguns servants não como os outros; algumas classes de servants vêm para grupos e alguns não fazem. Embora haja muitas classes de servants, há uma classe que é a mais perceptível para o seu tamanho físico; eles parecem-se com Titãs gigantescos. Esses servants podem atacar poderosamente algo somente movendo-se perto deles. Esses servants são muito fortes considerando que leva muito tempo para derrotá-los. Sendo uma das estratégias de vitória em Guilty Gear 2: Overture, os servants pela maior parte tomam o lado ofensivo.

### Mana
Fonte ilimitada de energia, Mana (ou magia) é usada para reabastecer o Master Ghost. Junto com isso, os masters podem usar isto para executar várias ações inclusive ataques especiais, invocação, e itens especiais. O mana também toma o lugar da barra Tension do Guilty Gear clássico. Mais visivelmente, a mana é usada para executar um poderoso Overdrive. No campo de batalha o mana é lento mas muito forte, vendo como somente duas pequenas manas pode tomar uns ghosts ao passo que atacando um masterghost leva algum tempo. Junto com esses fatos, o mana pode quebrar a barreira defensiva com um tiro a um masterghost. E com toda este mana dito pode ser destruída com um golpe por um masterghost. O mana é muito importante no campo de batalha de Guilty Gear 2: Overture e sabido na história, é ilegal ao mundo.

### Master Ghosts
Master Ghosts ou M.G. são enormes montantes de servos mana que conectam com seus masters. Master Ghost são na verdade o básico principal para vencer uma batalha ao passo que destruindo um master ghost inimigo significa vencer a batalha. Jogadores usam isso como um mecanismo de defesa para mais chances de vence uma batalha; Master Ghost podem desovar seus Masters qualquer hora que eles forem derrotados. Entretanto isso não é contínuo já que os Master Ghosts usam um montante vasto de energia para recuperar seus masters. Master Ghosts também produzem mana no qual ajuda o master obter ghosts e lutar contra servants inimigos. Eles também possuem uma barra defensiva na qual está sempre em 100% ao menos que seja atacado por mana inimigo, servants inimigos, ou o master inimigo. Esta barra é, de outro lado muito difícil de quebrar 100 % com exceção do mana. As habilidades dos master ghosts são aparentemente mais defensiva do que ofensiva. Os jogadores com os 'master ghosts podem fazer o seguinte:

#### Ações manuais
- Master ghosts podem rapidamente curar seus masters quando eles estão perto, embora isso seja mais visto como uma ação automática.

#### Ações automáticas
- Master ghosts automaticamente redesovam seus masters depois que eles são derrotados.

- Master ghosts produzem mana para capturar ghosts e/ou para defender-se dos inimigos

### Ghosts
Ghosts são na verdade territórios que os jogadores podem usar para amplificar as suas/as suas possibilidades de vitória. Os ghosts podem ser capturados em dois procedimentos: o enchendo com mana e/ou atacando o ghost até o limite da barra encher. A utilização de ghosts é também um modo de ganhar uma batalha de fato, o topo de prioridade de ganhar a liderança. Contudo se você não tem nenhum ghost é ficar significativamente mau no jogo. Se um jogador não tiver nenhum ghost em absoluto, os ghosts inimigos atacarão o seu master ghost usando seu mana; diminuindo sua barreira de defesa. Isto facilita para o master inimigo para atacar o seu master ghost mas isso não significa que você perca a batalha que já que há vários modos de vencer uma batalha. Se, de outro lado, você tiver a maior parte de territórios é lhe dada a possibilidade de ser mais ofensivo que defensivo. Ainda mais que tema do seu master pode ser ouvido ao fundo como uma maneira de avisar o jogador que está perto da vitória. Depois de ativar o ghost permite-se que o jogador faça o seguinte:

#### Ações manuais
- Use ghosts para transmitir servants à locação do ghost. Somente ative quando um master estiver por perto.

#### Ações automáticas
- Ghosts enviarão automaticamente mana ao ghost mais próximo.
- Ghosts atacarão sevants inimigos próximos que usam mana enviada a outro ghost. Isto não funciona muito já que a mana extrai lentamente.
- Ghosts alimentarão a energia de um master ghost sempre que a sua barreira de defesa não esteja em 100 %.
- Ghosts têm um sistema protetor automático que dificulta aos servants inimigos tomarem um ghost capturado. Isto varia entre quantos servants são enviados e de que classe um servant é.

## Personagens

### Personagens principais
- Sol Badguy (dublador: George Nakata)

O Gear protótipo e personagem principal da série Guilty Gear. Ele aparece com um novo visual,  versões 3D de alguns ataques especiais. A forma gear de Sol é finalmente vista quando ele enfrenta That Man.
- Ky Kiske (dublador: Takeshi Kusao para a versão japonesa e Liam O'Brien para a versão norte-americana)

Rival de muito tempo de Sol Badguy. Se desenvolveu bastante desde os jogos prévios e agora é rei de um lugar chamado Illyuria. Ele mostra uma nova espada e versões 3D de seus ataques. É revelado mais tarde no jogo que Fuuraiken está sendo usada para ajudar o amor de Ky (uma gear) viva já que ela está desaparecendo.
- Sin (dublador: Issei Miyazaki)

Um jovem rapaz que acompanha Sol ao decorrer do jogo. Ele usa uma bandeira e mastro como arma. Ele é filho de Ky Kiske e uma gear. Sin é alvo de Valentine pelo fato de Sin poder ser usado como chave através de duas células de gear. Ele não se dá bem com Ky mas se importa profundamente com sua mãe.
- Izuna (dublador: Toru Furusawa)

Um espírito de raposa exilado a outro plano de existência chamado The Backyard. Ele aparece primeiro como uma voz na mente de de n Sol e Sin quando eles são atacados por um novo inimigo misterioso. Ele explica a Sol quem é o novo inimigo (no qual age como um tutorial no jogo) e mais tarde viaja com Sol e Sin em sua jornada.
- Dr. Paradigm (dublador: Yuji Mikimoto para a versão japonesa e Michael McConnohie para a versão norte-americana)

Um Gear sensível ao estilo dragão chinês que carrega consigo um livro de magia. Junto com alguns gears colegas, ele foi selado longe em uma posição conhecida só como The Backyardl para que Justice não pudesse controlá-lo.
- Valentine (dublador: Chie Sawaguchi)

Uma jovem mulher vestida ao estilo gótico, ela fala de maneira simples e carreg um balão com aparência demente chamado Lucifero como arma. Ela está procurando por algo chamado "The Key". Esta chave é a filha de Justice que se casou com Ky Kiske e o filho de Ky: Sin que herdou as células gear de sua mãe. Valentine está correndo contra That Man para que ela possa alcançar um objeto conhecido somente como The Cube: um objeto que só pode ser acessado com a Key; ela é a única antagonista principal no jogo, e último chefe. Valentine é dita por That Man ser 'uma cópia exata de Aria' que é de fato Justice. Outros numerosos clones de Aria estiveram em produção. Ela aparentemente não tem uma meta de vida ou personalidade própria, também. Também é interessante observar, que o seu balão, Lucifero, na linha que ela o mantém preso, tem u punhado de cabelo amarrado com uma fira vermelha - a cor surpreendentemente é semelhante àquele do cabelo de Dizzy.

### Outros personagens
- That Man (dublador: Tomokazu Sugita)

A figura sombria da série Guilty Gear. Ninguém sabe quem That Man realmente é, somente sua serva I-no, mas fora essa exceção todos com certeza sabem uma coisa: ele é "Gear Maker" (Criador de Gears). Em Guilty Gear 2: Overture ele aparece para testar a verdadeira força de Sol Badguy como um Gear.
- Raven (dublador: Hiroki Yasumoto para a versão japonesa e Jamieson Price para a versão norte-americana)

Um dos três servos de That Man. Pouco é sabido sobre ele, mas ele compartilha algum tipo de conexão com Axl Low no qual That Man descreve como sendo "existências paralelas" de cada. Ele se tornou personagem jogável em 5 de Junho de 2008, graças a um patch oficial lançado no X-Box Live.

## Lançamento fora do Japão
O jogo será lançado nos Estados Unidos pela publicadora Aksys Games no terceiro quarto de 2008.
Guilty Gear 2 Overture, como descrito em uma entrevista pela Gamespot.com, terá modificações leves nos Estados Unidos que o Japão não teve. Um deles sendo mais Itens para selecionar e outro que é a habilidade de ser capaz de mover-se selecionando servants, itens etc. Mas isto não vai para a jogabilidade online, só para os modos single player. Haverá um elenco de dublagem em língua inglesa e também a opção para trocar entre voz japonesa e legendas.
Também haverá presentes especiais dados às pessoas que reservarem o jogo na Gamestop.com. Todos apresentarão em cada um código secreto de um traje para Sol Badguy. É também importante dizer que dadas as novas características na América, é rumorado que os jogadores não serão capazes de jogar globalmente com outros jogadores no X-Box Live. Isto sendo porque os dados melhoraram o jogo do Japão. Embora esses sejam apenas rumores e é realmente uma afirmação improvável que todo o jogo necessite valente ser unido a um servidor ligado à capacidade do X-Box Live.

## Guilty Gear 2: Overture Original Soundtrack Vol.1/Vol.2
Duas trilhas sonoras de Guilty Gear 2: Overture foram lançadas. Volume 1 foi lançada em 5 de Dezembro de 2007, apresentando a música orquestrada por Hiromi Mizutani, com o Volume 2 seguindo em 1 de Janeiro de 2008 apresentando músicas de heavy metal clássico por Daisuke Ishiwatari e Yoshihiro Kusano da trilha sonora de the Guily Gear Isuka.
Uma das músicas de maior destaque Vol.2 é a faixa "Worthless as the Sun Above Clouds" por ser a primeira música do Guilty Gear  que contém letra em inglês (completamente em inglês), cantada em gutural por Junya Motomura.
É também interessante notar que a nova personagem Valentine tem três músicas temas, um tema regular, e dois temas de chefes, apesar desse jogo ser a estréia dela, e possivelmente o último.

### Guilty Gear 2: Overture OST Vol.1
Disco：1
1. "Day"
2. "Castle"
3. "Trouble"
4. "TitleCall"
5. "Prologue"
6. "FirstImpact"
7. "Chase"
8. "Sign"
9. "Assault"
10. "Mind"

Disco：2
1. "Attack"
2. "RightMind"
3. "Sacrifice"
4. "Vanity"
5. "Emancipation"
6. "Brainwashing"
7. "Warts and All"
8. "ShockReport"
9. "Crowds of Enemy"
10. "Crowds of Ally"

### Guilty Gear 2: Overture OST Vol.2
1. "Keep Yourself Alive III (Sol Badguy's theme)"
2. "Ride on Time (Sin's theme)"
3. "Hiruandon (Izuna's theme)"
4. "Intellect, Reason, and the Wild (Dr. Paradigm's theme)"
5. "The Mask Does Not Laugh (Valentine's theme)"
6. "Holy Orders (Be Just Or Be Dead)(Ky Kiske's theme)"
7. "Worthless as the Sun Above Clouds (Raven's BGM)"
8. "Misadventure (Same Character)"
9. "The Re-coming (Sol VS Ky)"
10. "Communication (Sin VS Ky)"
11. "The Man (That Man's BGM)"
12. "Diva (Valentine's Boss Theme)"
13. "Curtain Call (Staff Roll)"
14. "The Fate Broke Down"
15. "You Only Have to Decide it (Character Select)"